# Игнашин, Денис Геннадьевич
Денис Геннадьевич Игнашин (31 марта 1988, Череповец) — российский хоккеист, нападающий.

## Карьера
Воспитанник череповецкой «Северстали», в начале карьеры выступал за молодёжную команду родного клуба, затем играл за «ХК Липецк», клинский «Титан» и глазовский «Прогресс».
В сезоне 2010/2011 Игнашин дебютировал в ВХЛ в составе ангарского «Ермака». За два сезона провёл 99 матчей, в которых набрал 65 (15+50) очков.
В межсезонье[какое?] был приглашён в московский «Спартак», где провёл предсезонные сборы с командой и подписал контракт. Однако, в конце августа 2013 года карагандинская «Сарыарка» вышла на руководство «Спартака» с предложением о приобретении прав на хоккеиста. В итоге «Спартак» расстался с игроком, получив взамен денежную компенсацию от новичков ВХЛ.
В сезоне 2012/2013 дошёл с командой до финала Братины, где в семиматчевом противостоянии «Сарыарка» уступила нефтекамскому «Торосу». Всего в сезоне Игнашин провёл 41 матч в регулярном чемпионате, набрав 32 очка (4+28) и 16 очков в плей-офф (2+14). Также выступал за второй состав «Сарыарки» в чемпионате Казахстана. Провёл 18 матчей и отдал одну результативную передачу.
В сезоне 2013/2014 вернулся в московский «Спартак». Дебютировал в КХЛ в выездном матче против «Северстали».